# FIP World Heavyweight Championship
Il FIP World Heavyweight Championship è un titolo di wrestling della Full Impact Pro. È un titolo di un certo valore all'interno del mondo del wrestling ed è uno dei titoli più importanti delle federazioni indipendenti.

## Albo d'oro
| Wrestler          | Regno | Date              | Luogo         | Notes |
| ----------------- | ----- | ----------------- | ------------- | --- |
| Homicide          | 1     | 25 settembre 2004 | Tampa         | Sconfiggendo CM Punk nella finale di un torneo.                                                                                    |
| Bryan Danielson   | 1     | 14 gennaio 2006   | Filadelfia    | In un Triple Treath che includeva anche Roderick Strong.                                                                           |
| Roderick Strong   | 1     | 10 novembre 2006  | Inverness     | Titolo rinominato FIP World Heavyweight Championship quando Strong sconfisse Pac il 3 marzo 2007 in un evento della Ring of Honor. |
| Erick Stevens     | 1     | 30 dicembre 2007  | New York      | |
| Roderick Strong   | 2     | 16 febbraio 2008  | Crystal River | |
| Erick Stevens     | 2     | 19 luglio 2008    | Crystal River | |
| Go Shiozaki       | 1     | 23 agosto 2008    | Crystal River | |
| Tyler Black       | 1     | 20 dicembre 2008  | Crystal River | |
| Davey Richards    | 1     | 2 maggio 2009     | Crystal River | Richards ricevette il titolo senza lottare a causa del forfait di Black a seguito di un infortunio al collo.                       |
| Masaaki Mochizuki | 1     | 6 dicembre 2009   | Sapporo       | In un evento promosso dalla Dragon Gate USA                                                                                        |
| Davey Richards    | 2     | 23 gennaio 2010   | Chicago       | |
| Vacante           | N/A   | 22 marzo 2010     |               | Vacante a causa dei problemi con il contratto di Richards.                                                                         |
| Jon Moxley        | 1     | 17 aprile 2010    | Crystal River | Moxley sconfisse Roderick Strong vincendo il titolo vacante.                                                                       |
| Vacante           | N/A   | 12 aprile 2011    |               | Il titolo venne reso vacante quando Moxley firmò con la WWE.                                                                       |
| Jon Davis         | 1     | 1º febbraio 2013  | Ybor City     | Sconfiggendo AR Fox per il titolo vacante.                                                                                         |
| Trent Barreta     | 1     | 9 agosto 2013     | Ybor City     | |